# Globale° – Festival für grenzüberschreitende Literatur
Das globale° – Festival für grenzüberschreitende Literatur existiert in Bremen und Bremerhaven seit 2007. Organisiert wird das Literaturfestival vom Verein Globale e. V. in enger Zusammenarbeit mit der Universität Bremen, dem Theater Bremen und zahlreichen anderen Institutionen, wie Radio Bremen, Instituto Cervantes, Institut français, Stadtbibliothek Bremen, Prager Literaturhaus, Bremer Literaturkontor, Musée de l’histoire de l’immigration Paris u. a.
globale° – Festival für grenzüberschreitende Literatur ist in dieser Form europaweit einzigartig und bietet der Vielfalt der Literaturen, die sprachlich, kulturell oder topographisch auf den deutschsprachigen Raum verweisen, ein Forum. Es versteht sich als Teil des Dialoges zwischen den Kulturen und stellt sich bewusst in den Kontext der aktuellen Debatte um Diversität und Integration.
Eingeladen werden Autoren, die mehrsprachig sind. Als Gäste kommen auch Schreibende aus aller Welt, die die Erfahrung transnationaler Wanderungen zu sprachlichen Abenteuern und großen Geschichten inspiriert hat.